# 月震
月震是指在月球發生的地震，是由阿波羅太空人發現的。月震比地球地震弱且次數較少。因為月球不像地球能迅速地減弱震動（可能由於缺少水），所以月震震動的時間通常比地震長。
阿波羅太空人從1969年—1972年在月球安置地震儀，以收集月震數據。由阿波羅12、14、15和16放置的儀器一直運作良好，直到1977年關閉。
根據美國航空航天局的研究，月球有至少四种不同的月震:
- 深層月震（在表面之下700 公里，由於地球和太陽的潮汐重力而產生）
- 隕石衝擊振動
- 熱量月震（當陽光返回在第二個月球星期的夜晚以後，寒冷的月球外殼向外擴展）
- 淺層月震（在表面之下20—30 公里）

頭三種月震通常是提到傾向是溫和的。但是，淺層月震可能達黎克特制地震震級5.5。在1972年和1977年之間，科學家觀察到二十八個淺層月震。在地球上，黎克特制地震震級4.5的地震已可能對大廈和其它堅硬的結構造成損傷。